# Juni 2011
Dit artikel geeft een chronologisch overzicht van belangrijke gebeurtenissen per dag in de maand juni van het jaar 2011.

## Gebeurtenissen

### 4 juni
- Bij een granaataanslag op een moskee in het presidentiële paleis in Sanaa (Jemen) vallen zeker 7 doden. President Ali Abdullah Saleh heeft zeer zware brandwonden en vertrekt naar Riyad.

### 6 juni
- Bij parlementsverkiezingen in Portugal is de centrumrechtse PSD van Pedro Passos Coelho de grote winnaar. De regerende PS van José Sócrates verliest, en Sócrates stapt op als partijleider.

### 7 juni
- Volgens de Syrische staatsmedia komen in Jisr ash-Shugur in het noordwesten ruim 120 man veiligheidstroepen om door een hinderlaag van gewapende opstandelingen. Volgens de opstandelingen was er sprake van onderlinge gevechten tussen muitende en regeringsgetrouwe troepen.
- De ministers voor landbouw uit de Europese Unie komen in spoedberaad bijeen vanwege de EHEC-besmettingen in Duitsland. De besmettingsbron is nog onbekend; onder meer taugé en rundvlees zijn recent genoemd.

### 8 juni
- Uit angst voor represailles vluchten op één dag zeker 1000 Syriërs de grens over naar Turkije.
- De 96-jarige Atie Ridder-Visser bekent in een brief aan burgemeester Henri Lenferink van Leiden de moord op ir. Felix Guljé, die in maart 1946 in Leiden plaatsvond.

### 10 juni
- In Nederland komen regering, werkgevers en werknemers tot een overeenkomst over de toekomst van het pensioensysteem: vijfjaarlijkse aanpassing van de pensioenleeftijd aan de levensverwachting, mogelijkheid eerder of later met pensioen te gaan tegen een korting of bonus van 6,5% per jaar, extra groei van pensioenen van 0,6% per jaar.
- De oorzaak van de EHEC-besmettingen in Duitsland wordt vastgesteld: het blijkt om kiem- en spruitgroenten zoals taugé te gaan.

### 12 juni
- Premier Erdogan van Turkije, wiens AK-partij voor de derde opeenvolgende keer de verkiezingen won, heeft de kiezers meer democratie en de oppositie meer samenwerking beloofd. (Lees verder)
- Syrische militairen heroveren de stad Jisr ash-Shugur.

### 13 juni
- Onder druk van protesten en een verergerende economische crisis stelt de Griekse Eerste Minister Giorgos Papandreou een nieuw kabinet samen en vraagt hij een motie van vertrouwen.

### 18 juni
- De Nederlandstalige Wikipedia viert zijn 10-jarig bestaan, met als eregast Ting Chen, de voorzitter van de internationale Wikimedia Foundation. Wikipedianen komen samen in de Talent Factory in Den Bosch en maken foto's voor Wikipedia tijdens de fotojacht "Wiki takes Den Bosch".
- In Mexico begint de veertiende editie van het WK voetbal voor spelers onder 17 jaar. Zwitserland is de regerend kampioen, maar het Europese land heeft zich niet weten te plaatsen voor de eindronde.

### 20 juni
- RusAir-vlucht 9605 stort neer net voor de landing in Petrozavodsk. Van de 43 passagiers en 9 bemanningsleden komen 47 mensen om.
- Door een enorme hoeveelheid waterlelies treedt de rivier de Mindanao op het zuidelijke Filipijnse eiland Mindanao buiten haar oevers. Hierdoor hebben 23 gemeenten en ruim een half miljoen mensen wateroverlast.

### 23 juni
- De Nederlandse politicus Geert Wilders wordt door de rechtbank vrijgesproken van alle ten laste gelegde feiten, waaronder haatzaaien en groepsbelediging.
- Een meerderheid van de Nederlandse Tweede Kamer stemt voor een verbod op onverdoofd ritueel slachten: ook bij koosjer of halal slachten dient het dier verdoofd te worden, tenzij bewezen kan worden dat de onverdoofde slacht geen extra leed veroorzaakt.

### 27 juni
- Het Internationaal Strafhof doet internationale arrestatiebevelen uitgaan tegen de Libische president Moammar al-Qadhafi, zijn zoon Saif al-Islam al-Qadhafi en zijn schoonzoon Abdullah al-Senussi wegens misdaden tegen de menselijkheid.

### 28 juni
- De Franse minister Christine Lagarde treedt af en wordt benoemd tot directeur van het Internationaal Monetair Fonds, ter vervanging van Dominique Strauss-Kahn.

### 29 juni
- Het parlement van Griekenland stemt in met een uitgebreid pakket van bezuinigingen, een voorwaarde van de Europese Unie en IMF voor verdere financiële steun. Bij demonstraties in Athene tegen de plannen komt het tot ongeregeldheden waarbij gewonden vallen.

### 30 juni
- De Europese Commissie maakt bekend dat Kroatië vermoedelijk op 1 juli 2013 tot de Europese Unie kan toetreden.
- De Qingdao Haiwan-brug tussen de stad Qingdao en het district Huangdao in het oosten van China wordt geopend. Met 42,5 kilometer is het de langste zeebrug ter wereld.

## Overleden
<< · januari · februari · maart · april · mei · juni · juli · augustus · september · oktober · november · december · >>